# اریک اریکسون
اریک اریکسون (به انگلیسی: Erik Erikson) (زاده ۱۵ ژوئن ۱۹۰۲ در فرانکفورت – درگذشته ۱۲ مه ۱۹۹۴ در ماساچوست) روان‌شناسی آمریکایی آلمانی‌الاصل بود. او در سال ۱۹۳۳ به آمریکا مهاجرت کرد. مهمترین عاملی که باعث معروفیت او شد، ابداع اصطلاح «بحران هویت» است. اریکسون علی‌رغم نداشتن مدرک لیسانس، به عنوان استادِ مدرس مؤسسات برجسته‌ای از جمله هاروارد، دانشگاه کالیفرنیا، برکلی و ییل خدمت کرد. مروری بر نظرسنجی روانشناسی عمومی که در سال ۲۰۰۲ منتشر شد، اریکسون را به عنوان دوازدهمین روانشناس پراستناد قرن بیستم معرفی کرد.

## زندگی
مادر او از یک خانواده سرشناس یهودی در دانمارک و پدر او یک دانمارکی غیریهودی بود. در سال ۱۹۳۰ اریکسون با یک زن کانادایی ازدواج کرد. بدنبال این ازدواج اریکسون به دین مسیحیت گروید. به قدرت رسیدن هیتلر در ۱۹۳۳ و سوزاندن کتاب‌های فروید در خیابان‌های برلین باعث احساس ناامنی در اریکسون شد و او همراه با همسر و ۲ فرزند خُردسال خود از وین راهی دانمارک شد. بعد از اینکه اخذ تابعیت برای او و خانواده‌اش در دانمارک به مشکل برخورد، او به همراه خانواده‌اش به آمریکا مهاجرت کرد.

### کتابشناسی
- Burston, Daniel (2007). Erik Erikson and the American Psyche: Ego, Ethics, and Evolution. Lanham, Maryland: Jason Aronson. ISBN 978-0-7657-0495-5.
- Eckenfels, Edward J. (2008). Doctors Serving People: Restoring Humanism to Medicine through Student Community Service. New Brunswick, New Jersey: Rutgers University Press. ISBN 978-0-8135-4315-4.
- Heathcoate, Ann (2010). "Eric Berne's Development of Ego State Theory: Where Did It All Begin and Who Influenced Him?" (PDF). Transactional Analysis Journal. 40 (3–4): 254–260. doi:10.1177/036215371004000310. ISSN 2329-5244. S2CID 51749399. Archived from the original (PDF) on 2 August 2016. Retrieved 20 October 2017.
- Stevens, Richard (2008). Erik H. Erikson: Explorer of Identity and the Life Cycle. Basingstoke, England: Palgrave Macmillan. ISBN 978-1-4039-9986-3.

- نظریه‌های شخصیت. ترجمه و تألیف دکتر حمزه گنجی. نشر ساوالان. تاریخ چاپ: ۱۳۹۱.